# Américo da Bélgica
Américo Augusto Maria da Bélgica (13 de dezembro de 2005, Woluwe-Saint-Lambert) é o terceiro filho de príncipe Lourenço e Princesa Claire da Bélgica . Atualmente, ele é 14.º na linha de sucessão ao trono belga.

## Família e início da vida
Américo nasceu prematuramente na Cliniques Universitaires Saint-Luc, em Woluwe-Saint-Lambert. Ele nasceu no momento às 18:55 horas e pesava 2210 gramas. Ele tem uma irmã mais velha, a princesa Luísa (nascido em 2004), e um irmão gêmeo mais velho, o príncipe Nicolas da Bélgica.
Em 29 de maio de 2014, ele e seu irmão príncipe Nicolas fez sua primeira comunhão em Sainte-Catherine Bonlez, um distrito de Chaumont-Gistoux, na província de Brabante Valão, com a família real no atendimento. 